# ケイタラム
ケイタラム（Caterham、[ˈkeɪtərəm]、ケータラム）は、イングランド、サリーのタンドリッジにあるタウンである。ケイタラムは行政的にケイタラム・オン・ザ・ヒル（Caterham on the Hill）とケイタラム・バレー（Caterham Valley）の2つに分割される。後者は枯れ谷の中央にあるタウンの主要な中心地を含むが、南部と標高は等しい。ケイタラムはA22号線のそばにある。ケイタラム・オン・ザ・ヒルは谷を西に上がったところにある。
2011年の国勢調査での人口は21,030人であった。

## 商業

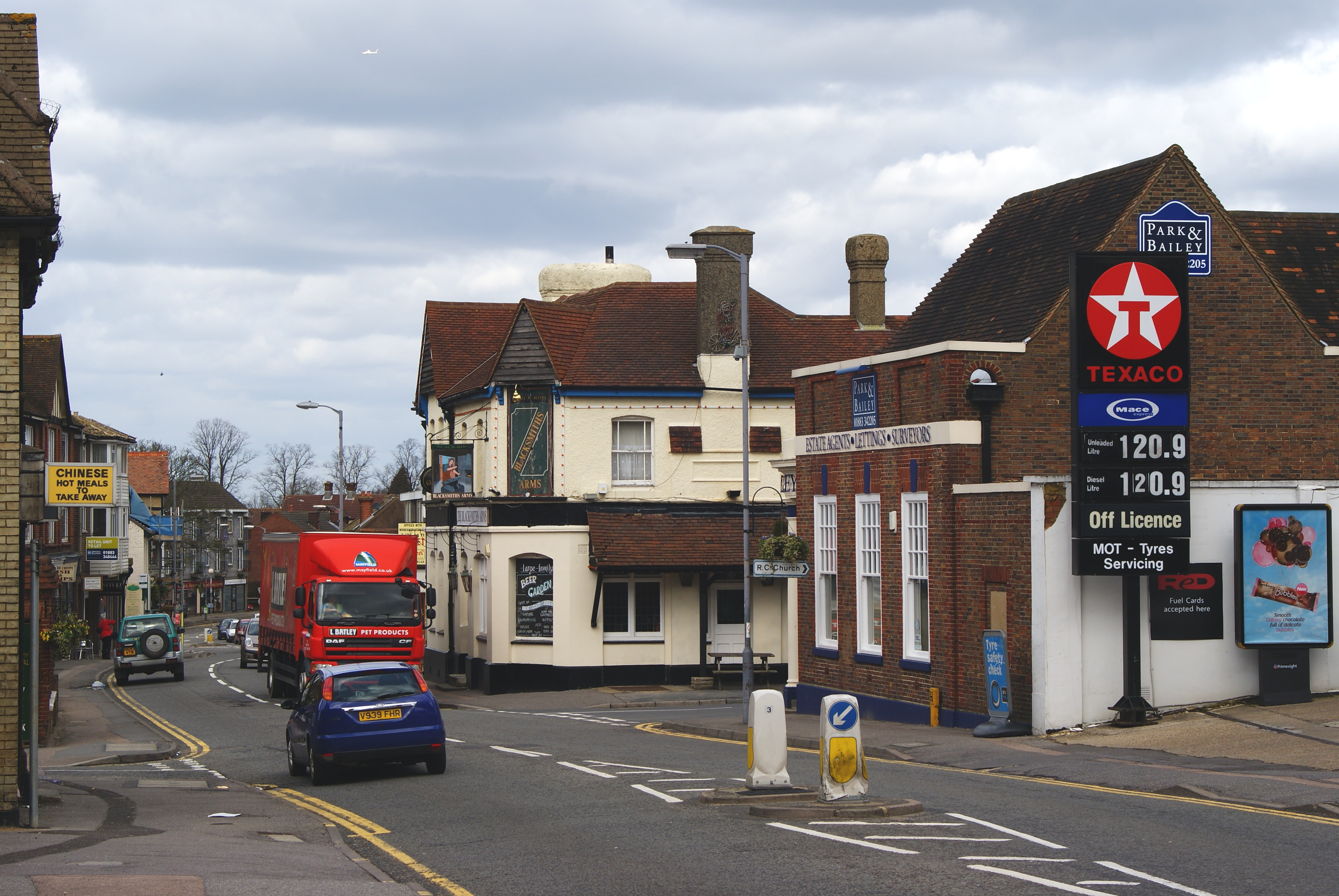
ケイタラム・オン・ザ・ヒルの目抜き通り

### チャーチ・ウォーク
チャーチ・ウォーク・ショッピングセンターはケイタラム・バレーのケイタラム駅の反対側に位置する小型ショッピングモールである。チャーチ・ウォークは、1988年に解体されたバレー・ホテルの跡地に建設された。

### 地元企業
1987年まで、スポーツカーのケータハム・セブンのメーカーであるケータハムカーズの事務所、工場、展示場（ショールーム）がケイタラムにあった。1987年に会社はケントにある新工場へと移転した。Caterham South展示場は残されていたが、2013年2月にクローリーに移った。

## 交通

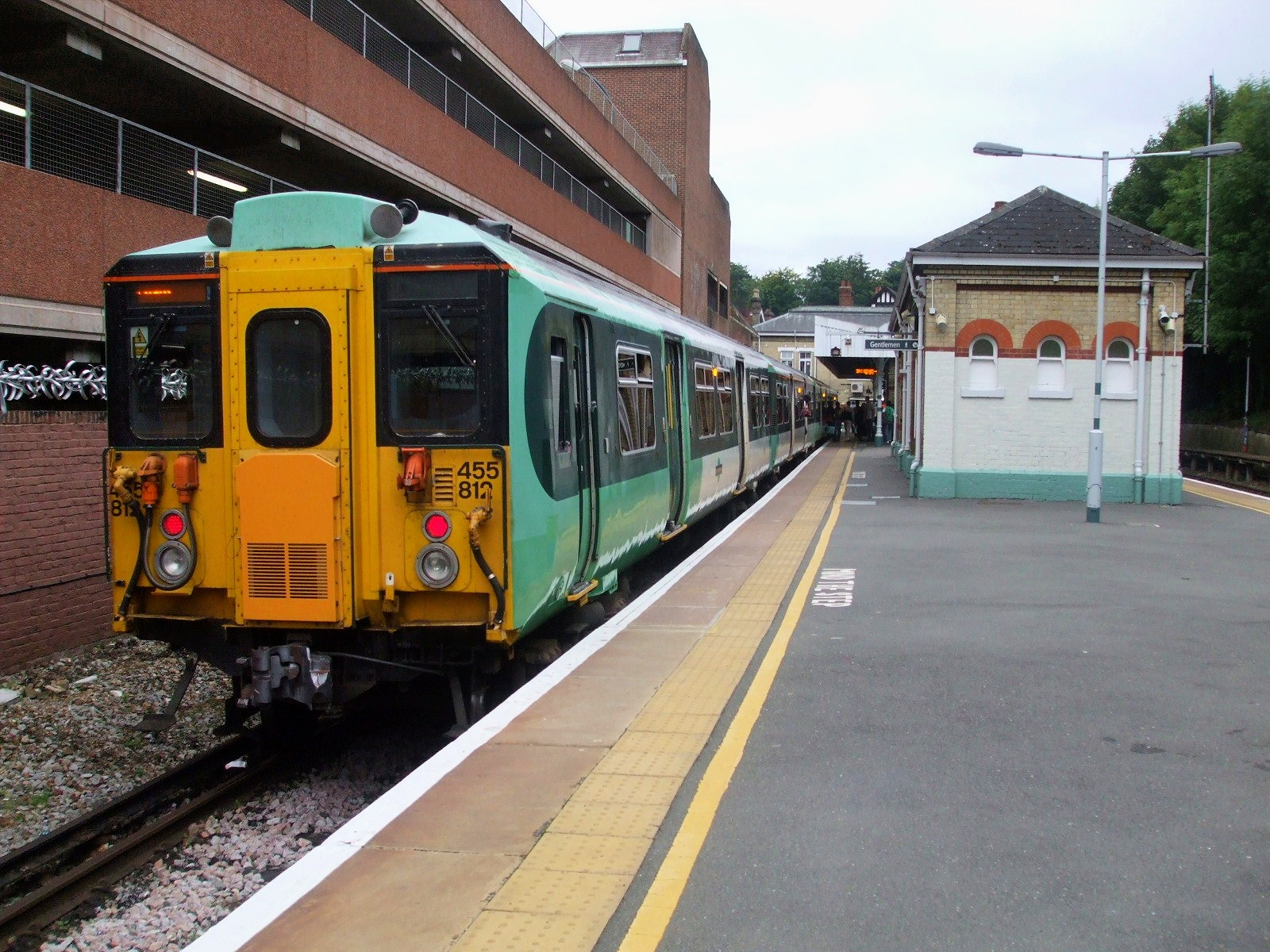
Class 455 at ケイタラム駅に停車する455形電車

ケイタラム駅は1856年に建設されたパーリーからのケイタラム線の終着駅である。電車はロンドン・ブリッジ駅までのみ運行される。
ケイタラムには8つのバス路線がある。

## 教育

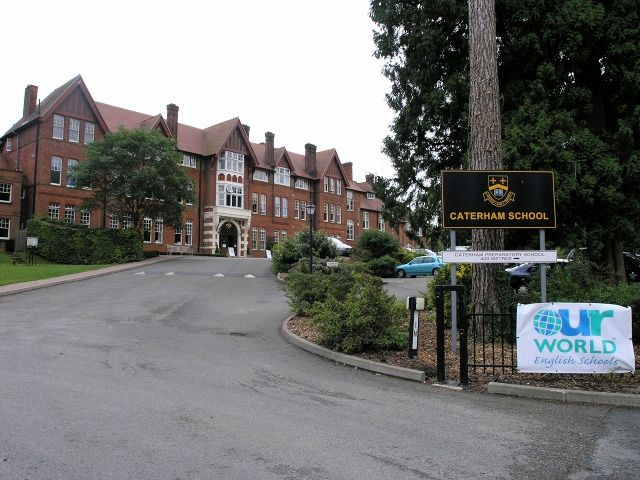
ケイタラム・スクール

ケイタラムには公立学校と私立学校がある。ケイタラムの3つの私立学校はケイタラム・スクール（1884年創立）、Oakhyrst Grange School、Essendene Lodge Schoolである。主要な公立中等学校はde Stafford Schoolである。Sunnydown Schoolと呼ばれる特殊教育を必要とする少年のための中等学校もケイタラム・オン・ザ・ヒルにある。

## 宗教
ケイタラムには様々なキリスト教宗派の教会がある。現在も使われ続けている最も古い教会は聖ラウレンチオ教会（1095年頃）である。この教会はクエーカーやルーマニア正教会などいくつかの宗派によって使われている。

## 著名な出身人物
作曲家シェイベル・マーチャーシュは1935年から死去する1960年までStafford Road, 169に居住した。俳優のビル・ナイとジョン・フィンチはケイタラム生まれである。